# (3190) Aposhanskij
(3190) Aposhanskij est un astéroïde de la ceinture principale.

## Description
(3190) Aposhanskij est un astéroïde de la ceinture principale. Il fut découvert le 26 septembre 1978 à Naoutchnyï par Lioudmila Jouravliova. Il présente une orbite caractérisée par un demi-grand axe de 3,00 UA, une excentricité de 0,11 et une inclinaison de 10,0° par rapport à l'écliptique.

## Compléments